# 725
725 (DCCXXV) fue un año común comenzado en lunes del calendario juliano, en vigor en aquella fecha.

## Acontecimientos
- 2 de enero:[1] K'ak' Tiliw Chan Yopaat (Cauac-Cielo) es nombrado gobernante de la ciudad-Estado maya de Quiriguá por el ahau de Copán, Uaxaclajuun Ub'aah K'awiil (18-Conejo).
- Ambasa, valí de al-Ándalus, conquista Carcasona y Nimes.

## Fallecimientos
- 23 de abril: Wihtred de Kent, rey anglosajón entre c. 690 y 725 (n. c. 670).
- San Benito Crispo, obispo italiano.